# 洪城一卡通
洪城一卡通（公交卡），是南昌市人民政府根据“统一规划、统一标准、统一制造、统一发卡、统一管理”原则， 由市政公用集团于2010年启动了“一张市民卡”民生工程，并在2010年4月整合旗下车（南昌市公共交通总公司发行乘坐市内公交车的“公交IC卡”）、水（南昌水业集团有限责任公司缴纳自来水资费卡片）、气（南昌市燃气集团缴纳燃气费卡片）三大刷卡资源联合江西洪客隆集团注册成立了江西省洪城一卡通投资有限公司（简称一卡通公司）
洪城一卡通由江西省洪城一卡通投资有限公司发行，该公司为南昌市交通投资集团有限公司的子公司。

## 历史概况

### 公交IC卡时期
- 2002年1月1日，南昌公交正式启用公交IC卡收费系统，名称为：南昌市公共交通总公司（公用一卡通），简称：公交IC卡。[1][2]
- 2013年3月28日，南昌老版公交IC卡作废。[3]

### 洪城一卡通时期
- 2010年4月江西省洪城一卡通投资有限公司成立；由南昌市公共交通总公司（51.0%）、江西洪客隆投资有限公司（19.0%）、南昌水业集团有限责任公司（15.0%）、南昌市燃气有限公司（15.0%）共同出资注册并由南昌公交总公司控股。[4]

- 2011年1月20日“洪城一卡通”正式首发，原公交公司发售的公交IC卡不在发售[5][6]
- 2015年4月和7月，在经过两轮股权变更后；股权调整，除洪客隆公司投资不变，其余三家公司股权全部由母公司南昌市政公用投资控股有限责任公司持有，占81.0%。[7]
- 2015年底为了方便公交地铁接缝，江西省洪城一卡通投资有限公司进行了股权调整，南昌轨道交通集团成为第二大股东，为一卡通进地铁做好准备[8]；
- 2016年1月6日正式股权调整，地铁公司直接注资；江西洪客隆投资集团有限公司占9.5%，南昌轨道交通集团有限公司占40%，南昌市政公用投资控股有限责任公司占50.5%。
- 2022年6月，南昌市对控股国有企业整合重组，以原南昌水投公司为基础，合并市政公用集团的交通类企业，组建了市交投集团。[9]
- 2022年10月27日正式股权调整，原“南昌市政公用投资控股有限责任公司”的股份全部移交给“南昌市交通投资集团有限公司”。